# Bezzia diagramma
Bezzia diagramma är en tvåvingeart som beskrevs av Jean-Jacques Kieffer 1925. Bezzia diagramma ingår i släktet Bezzia och familjen svidknott. Inga underarter finns listade i Catalogue of Life.